# Occupation japonaise des îles Andaman
Théâtre d'Asie du Sud-Est de la Guerre du Pacifique
Batailles
- Action du 27 février 1941
- Action du 8 mai 1941
- Bataille entre le Sydney et le Kormoran
- Raids japonais de 1942
- Occupation japonaise des îles Andaman
- (Massacre de Homfreyganj)
- Bataille de l'île Christmas
- Raid sur Ceylan (Raid du dimanche de Pâques)
- Mutinerie des îles Cocos
- Bataille de Madagascar
- Ralliement de La Réunion
- Opération Creek
- Groupe Monsun
- Action du 13 novembre 1943
- Action du 11 janvier 1944
- Action du 14 février 1944
- Raid japonais de 1944
- Action du 17 juillet 1944

- 1940
- 1941
- 1942
- 1943
- 1944
- 1945

L’occupation japonaise des îles Andaman a eu lieu en 1942, durant la Seconde Guerre mondiale. Elle s'est prolongée jusqu'en octobre 1945.
Les îles Andaman-et-Nicobar (139 îles représentant 8 293 km2) se trouvent dans le golfe du Bengale à environ 1 250 km de Calcuta,  1 200 km de Madras et 190 km du cap Nargis en Birmanie. Jusqu'en 1938 elles étaient utilisées par le gouvernement britannique comme colonie pénitentiaire pour les prisonniers politiques indiens et africains, principalement dans la prison de Cellular Jail à Port Blair, la principale ville portuaire de l'archipel. Aujourd'hui, elles forment un territoire de l'Union indienne.
Le seul objectif militaire de l'archipel était la ville de Port Blair. Sa garnison était constituée de 300 miliciens sikhs commandés par 23 officiers britanniques, augmentés à partir de janvier 1942 d'un détachement de Gurkhas du quatrième bataillon du 12th Frontier Force Regiment (en) de la 16th Indian Infantry Brigade (en). Après la chute de Rangoun le 8 mars, cependant, les Britanniques ont jugé que Port Blair était devenu indéfendable et le 10 mars les Gurkhas ont été transférés dans la péninsule d'Arakan.

## Force d'invasion
Les Japonais, désirant protéger leur flanc maritime, envoyèrent une force s'emparer des îles. Cette force était composée des unités et des navires suivants :
Protection à distance
- croiseur (flagship) Chōkai

Quatrième Division de porte-avions
- porte-avion Ryūjō (il n'a pas mené d'opérations aériennes)

Septième division de croiseurs – croiseurs lourds
- Kumano
- Suzuya
- Mikuma
- Mogami

Onzième division de destroyers
- Fubuki
- Hatsuyuki
- Shirayuki
- Murakami

Protection rapprochée
Troisième escadron de destroyers
- croiseur léger Sendai

Dix-neuvième division de destroyers
- Isonami
- Uranami
- Ayanami

Vingtième division de destroyers
- Amagiri
- Asagiri
- Yugiri
- Shirakumo

Force d'invasion
- croiseur léger Yura – unité d'escorte
- 9 navires de transport

- 1er bataillon de la 18e division d'infanterie
- 9e Base Force⇔

- croiseur-école Kashii
- navire d'escorte Shumushu
- poseur de mines Hatsutaka
- canonière convertie Eiko Maru

 Première division de dragueur de mines
- dragueurs de mines W1, W3, W4

Division 91 de dragueurs de mines spéciaux
- dragueurs de mines Choko Maru, Shonan Maru #7, Shonan Maru #5

Unité aérienne
- porte-hydravions Sagara Maru (à l'est des îles Nicobar)

## Occupation japonaise
Port Blair a été occupée le 23 mars 1942. La garnison n'a pas opposé de résistance au débarquement et a été désarmée et emprisonnée ; beaucoup des miliciens sikhs se sont plus tard engagés dans l'armée nationale indienne. Leurs chefs britanniques ont été envoyés à Singapour comme prisonniers de guerre, tandis que le commissaire en chef Waterfall, le vice-commissaire A.G. Bird et les autres administrateurs britanniques étaient emprisonnés. Les Japonais ont relâché les détenus de la prison, dont un, Pushkar Bakshi, est devenu leur principal collaborateur. Les îles ont été placées sous l'autorité du colonel Bucho, un certain nombre de fonctionnaires indiens étant promus à des postes de responsabilité. La défense des îles a été confiée au nouvel escadron de chasseurs du kōkūtai Kanoya, basé à Tavoy, dans le sud de la Birmanie. Cet escadron était l'ancienne « unité Yamada » du vingt-deuxième Koku Sentai, basé à cette époque à Penang. Six hydravions du kōkūtai Toko sont arrivés le 26 mars, plus douze peu après. Sur les îles elles-mêmes, une garnison japonaise d'environ 600 hommes était responsable du maintien de l'ordre, ainsi que la police désormais sous contrôle japonais.

### Atrocités japonaises
Les événements des trois années suivantes sont difficiles à établir, car les Japonais ont détruit tous leurs dossiers en s'en allant. Les principales sources à ce sujet sont le rapport non-publié d'un habitant, Rama Krishna, The Andaman Islands under Japanese Occupation 1942–5, le récit non-publié de l'officier britannique D. McCarthy, The Andaman Interlude (il avait été envoyé sur les îles en mission secrète en 1944), ainsi que les souvenirs des habitants âgés interrogés par les historiens. Toutes s'accordent avec les travaux qui y font appel pour affirmer que les Japonais ont commis de nombreuses atrocités contre la population locale durant leur occupation,,.
La première victime de l'occupation est survenue quatre jours après le débarquement japonais. Furieux contre des soldats qui avaient pourchassé des poulets dans sa maison, un jeune homme du nom de Zulfiqar Ali leur a tiré dessus avec une carabine à air comprimé. Il n'y a pas eu de victime, mais il a été obligé de se cacher. Retrouvé après vingt-quatre heures, il a été conduit sur la place devant le Browning Club, où on lui a tordu les bras jusqu'à ce qu'ils se cassent avant de l'abattre. Un monument en ciment marque aujourd'hui cet endroit. Dans les premiers jours de l'occupation, les intellectuels locaux (pour la plupart fonctionnaires ou médecins) ont été encouragés à rejoindre l'Indian Independence League de Rash Behari Bose (en) et un « comité de paix » a été formé parmi ses membres, dirigé par le docteur Diwan Singh (en). Au cours des mois suivants, ils ont fait ce qu'ils pouvaient pour diminuer les souffrances de la population des mains des Japonais, mais sans grand effet ; de fait, beaucoup d'entre eux allaient en être victimes à leur tour. Dans tous les cas, ils ne pouvaient rien faire pour sauver le major A.G. Bird, qui n'avait pas été envoyé à Rangoun ou à Singapour comme les autres Britanniques et dont les Japonais étaient déterminés à faire un exemple. Pushkar Bakshi a convaincu un autre prisonnier, Sarup Ram, de témoigner au « procès » de Bird qu'il était un espion (des moyens de transmissions avaient été dissimulés dans la maison où il était détenu). Selon des témoins oculaires, un homme populaire connu sous le nom de « Chirrie » (oiseau en hindi) a eu les bras et les jambes brisés avant d'être décapité au sabre par le colonel Bucho,.

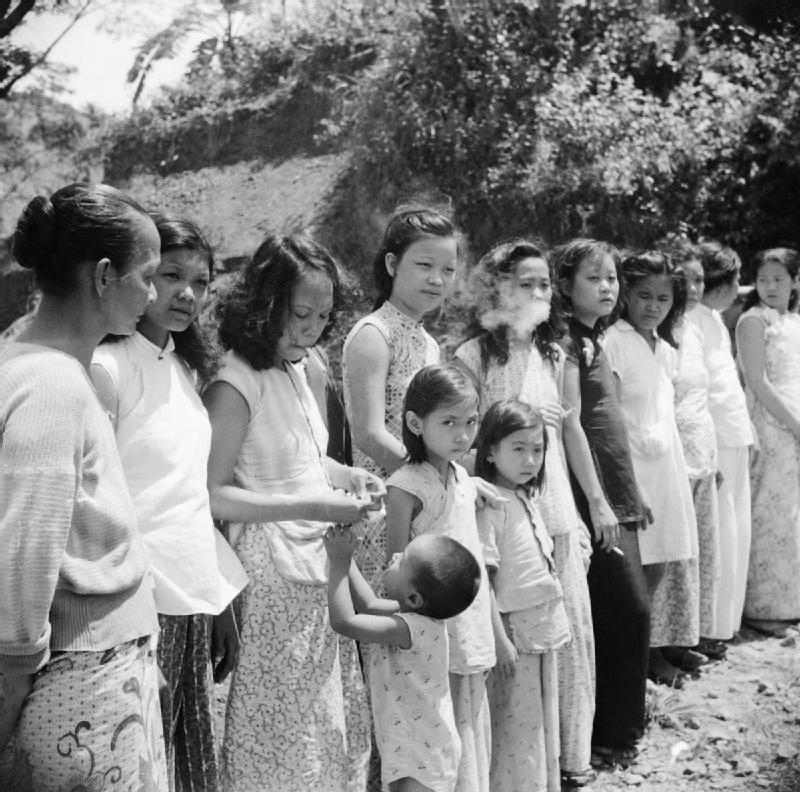
Femmes de réconfort chinoises et malaises originaires de Penang, après leur libération par les Britanniques aux îles Andaman.

Des Coréennes et des Malaises ont été amenées pour servir de femmes de réconfort à la garnison japonaise. Le travail forcé a été utilisé pour construire un nouvel aéroport et en octobre 1942 des arrestations de masse « d'espions » ont eu lieu : 300 personnes ont été enfermées dans la prison de Cellular Jail, ou certaines ont été torturées. Sept ont été fusillées, dont Narayan Rao, qui avait été surintendant de la police sous commandement japonais, le vice-superintendant Itter Singh, le policier militaire Subedar Sube Singh et le docteur Surinder Nag. Réalisant que les japonais ciblaient des personnalités influentes, les membres de l'Indian Independence League ont commencé à être inquiets et ont cessé leurs activités les plus nationalistes. En 1943, une seconde vague de terreur a été lancée par le nouveau commandant de la garnison, le colonel Jochi Renusakai, et le chef de la police Mitsubashi, qui avaient tous deux participé au massacre de Nankin en 1937-1938. 600 personnes ont été arrêtées et torturées, notamment le docteur Diwan Singh (en), qui est mort de ses blessures. À ce stade, les Japonais ont décidé que Pushkar Bakshi ne leur était plus utile et l'ont mis en prison.

## Gouvernement provisoire de l'Inde libre
Le 29 décembre 1943, le contrôle politique de l'archipel a été passé au gouvernement provisoire de l'Inde libre de Subhas Chandra Bose (en hindi Arzi Hukumat-e-Azad Hind). Bose est venu à Port Blair pour hisser le drapeau tricolore de l'armée nationale indienne. Durant cette visite, sa seule aux îles Andaman, il a été soigneusement tenu à l'écart de la population par les autorités japonaises. Des tentatives variées ont été faites pour l'informer des souffrances des habitants, et du fait que de nombreux nationalistes indiens étaient au même moment torturés à Cellular Jail. Bose ne semble pas avoir été au courant de cela et certains considèrent qu'il « a fait défaut à son peuple ». Après le départ de Bose les Japonais ont conservé le contrôle réel des îles Andaman, la souveraineté de l’Arzi Hukumat-e-Azad Hind restant largement fictive. Les îles elles-mêmes ont été renommées « Shaheed » et « Swaraj », signifiant respectivement « martyr » et « autonomie ». Bose a nommé le général A. D. Loganathan (en) gouverneur de l'archipel et s'est peu impliqué dans l'administration du territoire. Au cours de son interrogatoire après la guerre, Loganathan a admis que la seule chose qu'il y contrôlait vraiment était le minuscule département de l'éducation : comme les Japonais avaient conservé celui des forces de police, il avait protesté en refusant d'accepter la responsabilité pour tout le reste. Il a été impuissant à empêcher la pire atrocité de l'occupation, le massacre d'Homfreyganj du 30 janvier 1944, au cours duquel 44 Indiens suspectés d'espionnage ont été abattus par les Japonais. Beaucoup d'entre eux étaient membres de l'Indian Independence League. Le gouvernement provisoire de l'Inde libre a officiellement continué à administrer l'archipel, quasiment le seul territoire sous sa juridiction, jusqu'au retour des Britanniques en 1945, mais dans les faits cela ne changeait presque rien.

## Dernière année

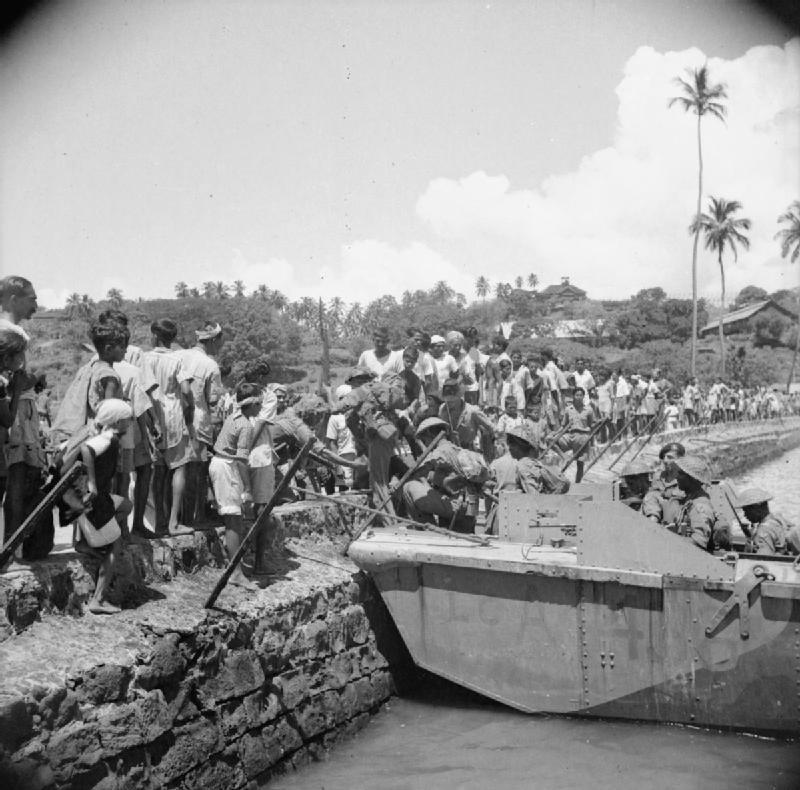
Les premiers soldats alliés sont accueillis par la population de Port Blair en 1945.

En 1945, comme la nourriture devenait rare, les Japonais ont eu recours à des mesures désespérées. Entre 250 et 700 personnes (les estimations varient) de la région d'Aberdeen, sur Andaman du Sud, ont été déportées sur une île inhabitée pour y cultiver de la nourriture. Selon un survivant, un prisonnier libéré du nom de Saudagar Ali, au moins la moitié d'entre eux se noyèrent ou furent dévorés par des requins au moment où on les faisait descendre des navires dans l'obscurité, les autres moururent de faim ou furent tués par des pirates birmans. Une mission de secours envoyée sur l'île après la fin de l'occupation ne trouva que douze survivants et plus d'une centaine de squelettes sur la plage.
Au total, environ 2 000 personnes sont mortes aux îles Andaman du fait de l'occupation japonaise, et au moins 501 ont été torturées par les Japonais. Le premier chiffre représente 10% de la population de Port Blair avant la guerre. Les pertes aux îles Nicobar, moins densément peuplées, ont été plus faibles, les Japonais n'y ayant pas établi de garnison, même si 1943 a été marqué par une courte période de terreur sur Car Nicobar, durant laquelle ils ont raflé des habitants pour le travail forcé. Parmi les personnes qui l'ont vécue, l'occupation a laissé une amertume durable à l'égard des Japonais, et dans une certaine mesure de leurs collaborateurs du gouvernement provisoire de l'Inde libre
Le vice-amiral Hara Teizo et le général major Tamenori Sato ont rendu les îles au brigadier J. A. Salomons, commandant de la 116th Indian Infantry Brigade (en), et à l'administrateur en chef Noel K. Patterson, de l'Indian Civil Service, le 7 octobre 1945, lors d'une cérémonie sur le champ de courses de Port Blair.